# Lueng Sagoe
Lueng Sagoe is een bestuurslaag in het regentschap Pidie van de provincie Atjeh, Indonesië. Lueng Sagoe telt 716 inwoners (volkstelling 2010).